# Sud du Maranhão

Étendue de la région du sud du Maranhão.

Le sud du Maranhão est l'une des cinq mésorégions de l'État du Maranhão, au Brésil. Elle regroupe 19 municipalités groupées en trois microrégions.

## Données
La région compte 281 692 habitants pour 67 607 km2.

## Microrégions
La mésorégion du sud du Maranhão est subdivisée en trois microrégions :
- Chapadas das Mangabeiras
- Gerais de Balsas
- Porto Franco